# John Shelton Wilder
John Shelton Wilder (* 3. Juni 1921 in Mason, Tennessee; † 1. Januar 2010 in Memphis) war ein US-amerikanischer Politiker (Demokratische Partei).

## Leben und Karriere
Wilder wurde 1921 im Fayette County geboren. Seine Familie stammte aus dem Süden Tennessees, war wohlhabend und eng mit der Landwirtschaft und der Agrarindustrie verbunden. Er besuchte die öffentlichen Schulen im Fayette County. Am College of Agriculture der University of Tennessee in Knoxville erwarb er einen Abschluss in Agrarwissenschaften. Seinen Abschluss in Rechtswissenschaften machte er an der Memphis State University (jetzt University of Memphis) Law School. Während des Zweiten Weltkrieges diente er in der US Army. Nach dem Krieg arbeitete er als Rechtsanwalt in Somerville. Seine Arbeitsschwerpunkte lagen auf den Gebieten Agrarrecht und Bankwesen.
1958 trat Wilder auf Bundesstaatsebene in die Politik ein und wurde als Senator in den Senat von Tennessee gewählt. Er gehörte dem Senat erstmals von 1958 bis 1960 an. Während des Boykotts von 1960 bis 1961 im Fayette County, der sich gegen lokale afroamerikanische Pächter richtete, weigerte sich Wilder, im Gegensatz zu vielen seiner Nachbarn, eine Zwangsräumung der schwarzen Pächter durchzusetzen oder sie zur Aufnahme von Landkrediten zu veranlassen. Dies behinderte zunächst seine weitere politische Karriere. 1960 trat er nicht zur Wiederwahl an.
1966 wurde er jedoch erneut für eine zweijährige Amtszeit in den Senat gewählt. 1968 gewann er seine erste vierjährige Amtszeit. Er wurde bis 2004 regelmäßig als Senator wiedergewählt. Im Januar 1971 wurde er erstmals zum Speaker des Senates von Tennessee gewählt. Wilder wurde dadurch gemäß der Verfassung des Bundesstaates Tennessee Vizegouverneur (Lieutenant Governor) von Tennessee. 1979 war Wilder zusammen mit dem damaligen Speaker des Repräsentantenhauses von Tennessee Ned McWherter entscheidend an der Amtsenthebung des damaligen Gouverneurs Ray Blanton, drei Tage vor dem eigentlichen Ende von dessen Amtszeit, beteiligt. Blanton hatte eine Reihe von fragwürdigen Begnadigungen erlassen. Auch verbrachte er schließlich eine Zeit im Gefängnis wegen des illegalen Verkaufs von Alkohol-Lizenzen. Wilder und McWherter unterstützten die vorgezogene Vereidigung von Blantons republikanischem Nachfolger Lamar Alexander. Wilder nannte die Angelegenheit „Amtsenthebung im Tennessee-Stil“ („Impeachment...Tennessee style.“).
1987 war ursprünglich der Führer der demokratischen Senatsmehrheit, Riley Darnell, vom Wahlausschuss der Demokraten für das Amt des Speakers nominiert worden. Der Wahlausschuss der Republikaner stellte daraufhin überraschenderweise Wilder zur Wiederwahl für das Amt des Speakers auf. Wilder wurde schließlich mit den Stimmen der Republikaner und einiger demokratischer Überläufer mit einer Mehrheit von 21:15 Stimmen als Speaker und damit als Vizegouverneur wiedergewählt. Die Zahl der Unterstützer Wilders, in der Presse als Wildercrats bezeichnet, reduzierte sich mit der Zeit durch Ruhestand, Abwahl und durch die Verwicklung in den Tennessee Waltz-Korruptionsskandal von 2005. Bei seiner letzten erfolgreichen Wahl als Vizegouverneur unterstützten Wilder nur noch zwei Republikaner, Tim Burchett, Senator des Wahlkreises Knoxville, und Mike Williams aus dem Wahlkreis Maynardville.
Wilder war Mitglied zahlreicher bundesstaatlicher, regionaler und nationaler Verbände und Ausschüsse. Diese umfassten unter anderem das Southern Legislative Conference Executive Committee, die Tennessee Industrial and Agricultural Development Commission, das Tennessee Judicial Council, die Tennessee Bar Association und die National Conference of State Legislatures Legislative Leaders. Er war auch stellvertretender Vorsitzender der State Building Commission. Neben seiner Arbeit in den verschiedenen Organen der Gesetzgebung war er unternehmerisch aktiv. Er war Direktor von Health Management, Inc. und der Cumberland Savings Bank, Aufsichtsratsvorsitzender von Cumberland Bank Shares und der First Federal Bank FSI Holding Company. Wilder war auch in der Leitung von Longtown Supply Co. tätig, einem Familienunternehmen, welches 1887 gegründet wurde. Wilder war auch 18 Jahre lang Mitglied des Fayette County Quarterly Court (jetzt County Commission).
Er war Landwirt in seiner Heimatstadt, wo er auch seinem Hobby, der Fliegerei nachging. Wilder war seit 1941 mit Marcelle Morton verheiratet, sie lebten im Fayette County und waren in der Methodistischen Kirche aktiv. Sie starb 2004 im Alter von 83 Jahren. Sie hatten zwei Söhne, vier Enkel und fünf Urenkel. 
John Wilder wurde nach einem Schlaganfall in ein Krankenhaus eingeliefert und starb am 1. Januar 2010 im Alter von 88 Jahren.